# Guilty
Guilty este cel de-al nouălea album de studio al cântăreței japoneze Ayumi Hamasaki lansat de casa de discuri Avex Trax pe 1 ianuarie 2008 în Japonia (a apărut în magazine încă de pe 26 decembrie 2007). S-a vândut în aproximativ 400.000 de exemplare în primele două săptămâni. Două saptamani dupa lansare, Avex a anunțat că au fost trimise peste 750.000 de exemplare în magazine. Potrivit Oricon, Guilty este cel de-al șaptesprezecelea cel mai bine vândut album japonez al anului 2008 și al șaselea cel mai bine vândut album al unei artiste japoneze. De asemenea, Guilty este al doilea cel mai bine vândut album japonez (primul fiind compilația A Complete: All Singles a lui Hamasaki) al anului 2008 în Taiwan și China.

## Informații
Guilty s-a vândut în mai mult de 202.000 de exemplare in prima saptamană de lansare, iar vânzările primelor două săptămâni combinate (432.113) au urcat albumul pe locul II in clasamentul săptămânal Oricon, acesta fiind primul album de studio de-al lui Ayumi care să nu ocupe locul I, înca de la începutul carierei sale. Albumul a debutat în vârful clasamentului și în alte țări asiatice precum China, Hong Kong, Singapore și Taiwan. Dupa opt zile de vânzări, albumul a coborât pe locul trei în clasamentul zilnic japonez.
Albumul a fost lansat în două ediții în Taiwan , CD+DVD și CD. Presa inițială a albumului conținea un album cu poze în ediție limitată. Deși data oficială de lansare era stabilită pe 01 ianuarie 2008, albumul a fost disponibil în magazine cu o săptămână mai devreme. Guilty a debutat pe locul doi în clasamentul G-Music Combo Chart fiind întrecut doar de albumul trupei taivaneze de baieti Fahrenheit dar a ajuns în vârful clasamentului G-Music J-pop Chart cu un procentaj de 39,78% din totalul de vânzări a albumelor japoneze și cu un procentaj de 6,7% din totalul vanzarilor de albume pentru acea săptămână (în Taiwan). Pe 28 Februarie, Guilty a urcat pe locul 1 în topul HMV HK după 56 de zile de când debutase.
Pe 17 martie 2008, saitul oficial al lui Hamasaki a anunțat că Guilty va fi lansat în versiune digitală în peste 26 de țări pe plan mondial, stabilind o premieră pentru un artist japonez. Albumul a fost lansat în America de Nord, Oceania, Europa dar și în Asia. Aceasta este prima lansare pe plan mondial a lui Hamasaki. Anthony Martinez, un cantăreț francez de muzică pop a lansat un cover al melodiei "My all" la o perioadă scurtă după lansarea albumului.

## Genul muzical
"Guilty" este considerat a fi cel mai "agresiv" album al lui Hamasaki atât din punct de vedere muzical cât și din punct de vedere al versurilor și a conceptului susținut. Jumătate din melodiile de pe album aparțin genului rock (de la "Mirror" până la "fated" și "Marionette") la care se mai adaugă două balade ("Together When..." și "Untitled: For Her"), două melodii pop dance ("Glitter" și "My All") și trei instrumentale ("Marionette -prelude-" ce servește ca introducere a melodiei "Marionette", "The Judgement Day" și "Rebirth").

## Lista cu melodii
Toate versurile sunt scrise de Ayumi Hamasaki. 
| CD  |                                       |                                     |                  |         |  |
| Nr. | Titlu                                 | Muzică                              | Aranjamente      | Lungime |  |
| 1.  | „Mirror”                              | Yuta Nakano                         | Yuta Nakano      | 1:56    |  |
| 2.  | „(Don't) Leave Me Alone”              | Tetsuya Yukumi                      | HΛL              | 4:16    |  |
| 3.  | „Talkin' 2 Myself”                    | Yuta Nakano                         | HΛL              | 4:54    |  |
| 4.  | „Decision”                            | Yuta Nakano                         | Yuta Nakano      | 4:20    |  |
| 5.  | „Guilty”                              | Tetsuya Yukumi                      | CMJK             | 4:33    |  |
| 6.  | „Fated”                               | Shintaro Hagiwara, Akihisa Matsuura | CMJK             | 5:34    |  |
| 7.  | „Together When...”                    | Kunio Tago                          | CMJK             | 5:13    |  |
| 8.  | „Marionette -prelude-” (instrumental) | Yuta Nakano                         | Yuta Nakano      | 1:13    |  |
| 9.  | „Marionette”                          | Kazuhiro Hara                       | Kazuhiro Hara    | 4:35    |  |
| 10. | „The Judgement Day” (instrumental)    | CMJK                                | CMJK             | 1:40    |  |
| 11. | „Glitter”                             | Kazuhiro Hara                       | HΛL              | 4:53    |  |
| 12. | „My All”                              | Tetsuya Yukumi                      | HΛL              | 5:26    |  |
| 13. | „Rebirth”                             | Hal                                 | HΛL              | 1:38    |  |
| 14. | „Untitled: For Her”                   | Kunio Tago                          | Shingo Kobayashi | 5:33    |  |

| DVD |                                                                   |         |  |
| Nr. | Titlu                                                             | Lungime |  |
| 1.  | „Distance Love (距愛 ～Distance Love～ Kyo Ai: Distance Love)”    |         |  |
| 2.  | „Talkin' 2 Myself (Videoclip)”                                    |         |  |
| 3.  | „Decision (Video Clip)”                                           |         |  |
| 4.  | „Together When... (Videoclip)”                                    |         |  |
| 5.  | „Marionette (Videoclip)”                                          |         |  |
| 6.  | „(Don't) Leave Me Alone (Videoclip)”                              |         |  |
| 7.  | „Glitter (Secvențe de la filmările videoclipului)”                |         |  |
| 8.  | „Fated (Secvențe de la filmările videoclipului)”                  |         |  |
| 9.  | „Talkin' 2 Myself (Secvențe de la filmările videoclipului)”       |         |  |
| 10. | „Decision (Secvențe de la filmările videoclipului)”               |         |  |
| 11. | „Together When... (Secvențe de la filmările videoclipului)”       |         |  |
| 12. | „Marionette (Secvențe de la filmările videoclipului)”             |         |  |
| 13. | „(Don't) Leave Me Alone (Secvențe de la filmările videoclipului)” |         |  |

## Lansare
| Regiune       | Dată             | Format                                               | Număr        |
| ------------- | ---------------- | ---------------------------------------------------- | ------------ |
| Japonia       | 01 ianuarie 2008 | CD+DVD - Presa inițială: ALBUM SPECIAL CU POZE (32P) | AVCD-23503/B |
| Japonia       | 01 ianuarie 2008 | CD                                                   | AVCD-23504   |
| Hong Kong     | 01 ianuarie 2008 |                                                      |              |
| Taiwan        | 04 ianuarie 2008 |                                                      |              |
| China         | Iunie 2008       | CD+DVD - Presa inițială: ALBUM SPECIAL CU POZE (32P) |              |
| China         | Iunie 2008       | CD                                                   |              |
| Coreea de sud | 08 ianuarie 2008 |                                                      |              |
| Singapore     | 08 ianuarie 2008 |                                                      |              |

## Clasamente
| Lansare          | Clasament                     | Poziția de vârf | Vânzările din prima săptămâna | Vânzările totale | Durată       |
| ---------------- | ----------------------------- | --------------- | ----------------------------- | ---------------- | ------------ |
| 01 ianuarie 2008 | Clasamentul Oricon Zilnic     | 1               | 66,796                        |                  |              |
| 01 ianuarie 2008 | Clasamentul Oricon Săptămânal | 2               | 432,113                       | 568,288          | 16 săptămâni |
| 01 ianuarie 2008 | Clasamentul Oricon Lunar      | 2               | 528,855                       |                  |              |
| 01 ianuarie 2008 | Clasamentul Oricon Anual      | 17              |                               |                  |              |

| Clasament                               | Poziția de vârf |
| --------------------------------------- | --------------- |
| Clasamentul Oricon Zilnic               | 1               |
| Clasamentul Oricon Săptămânal           | 2               |
| Clasamentul Oricon Lunar                | 2               |
| Clasamentul Oricon Anual 2008           | 17              |
| Billboard Japan                         | 2               |
| HMV J-POP Chart (Japonia)               | 1               |
| HMV Asian Chart (Japonia))              | 1               |
| G-Music J-POP Chart (Taiwan)            | 1               |
| J-POP/K-POP Five Music Records (Taiwan) | 1               |
| HMV Hong Kong Album Chart (top japonez) | 1               |

| Țară    | Certificări      | Vânzări |
| ------- | ---------------- | ------- |
| Japonia | de 2 ori platină | 568,288 |

### Singleuri
| Dată               | Titlu              | Poziția de vârf | Săptămâni    | Vânzări |
| ------------------ | ------------------ | --------------- | ------------ | ------- |
| 18 iulie 2007      | "Glitter/Fated"    | 1               | 11 săptămâni | 166,203 |
| 19 septembrie 2007 | "Talkin' 2 Myself" | 1               | 10 săptămâni | 110,628 |
| 05 decembrie 2007  | "Together When..." | 1               | 13 săptămâni |         |

Vânzări totale de single-uri: 276.831
Vânzări totale de single-uri & album:  845.119